# Coppa del mondo di ciclismo su strada femminile 2009
La Coppa del mondo di ciclismo su strada femminile 2009 (in inglese 2009 UCI Women's Road World Cup), dodicesima edizione della competizione, si svolse su dieci eventi dal 29 marzo al 13 settembre 2009. Le corse che lo costituirono furono nove in linea e una cronometro a squadre.
La vittoria della classifica individuale fu della olandese Marianne Vos, mentre la classifica a squadre vide prevalere la formazione tedesca Cervélo TestTeam Women.

## Corse
| #  | Data         | Corsa                                  | Vincitrice             | Squadra                | Leader della CdM |
| -- | ------------ | -------------------------------------- | ---------------------- | ---------------------- | ---------------- |
| 1  | 29 marzo     | Trofeo Alfredo Binda (2009)            | Marianne Vos           | Nazionale olandese     | Marianne Vos     |
| 2  | 5 aprile     | Giro delle Fiandre femminile (2009)    | Ina-Yoko Teutenberg    | Team Columbia Women    | Marianne Vos     |
| 3  | 13 aprile    | Univé Ronde van Drenthe (2009)         | Emma Johansson         | Red Sun Cycling Team   | Emma Johansson   |
| 4  | 22 aprile    | Freccia Vallone femminile (2009)       | Marianne Vos           | DSB Bank LTO           | Emma Johansson   |
| 5  | 10 maggio    | Berner Rundfahrt (2009)                | Kristin Armstrong      | Cervélo TestTeam Women | Marianne Vos     |
| 6  | 30 maggio    | Coupe du Monde de Montréal (2009)      | Emma Pooley            | Cervélo TestTeam Women | Emma Johansson   |
| 7  | 31 luglio    | Open de Suède Vargarda TTT (2009)      | Cervélo TestTeam Women | Cervélo TestTeam Women | Emma Johansson   |
| 8  | 2 agosto     | Open de Suède Vargarda (2009)          | Marianne Vos           | DSB Bank LTO           | Emma Johansson   |
| 9  | 22 agosto    | Grand Prix de Plouay (2009)            | Emma Pooley            | Cervélo TestTeam Women | Marianne Vos     |
| 10 | 13 settembre | Rund um die Nürnberger Altstadt (2009) | Kirsten Wild           | Cervélo TestTeam Women | Marianne Vos     |

## Squadre UCI
| UCI | Squadra                                  | Paese       |
| --- | ---------------------------------------- | ----------- |
| TUE | Team Uniqa-Elk                           | Austria     |
| LBL | Lotto-Belisol Ladiesteam                 | Belgio      |
| VLL | Topsport Vlaanderen-Thompson Ladies Team | Belgio      |
| BPD | Bizkaia-Durango                          | Spagna      |
| DKT | Debabarrena-Kirolgi                      | Spagna      |
| LTK | Lointek                                  | Spagna      |
| ESG | ESGL 93-GSD Gestion                      | Francia     |
| FUT | Vienne Futuroscope                       | Francia     |
| VOR | Vision 1 Racing                          | Regno Unito |
| CWT | Cervélo TestTeam Women                   | Germania    |
| NUR | Equipe Nürnberger Versicherung           | Germania    |
| TCW | Team Columbia Women                      | Germania    |
| GPC | Giant Pro Cycling                        | Hong Kong   |
| FEN | Fenixs                                   | Italia      |
| GAU | Gauss-RDZ-Ormu-Colnago                   | Italia      |

| UCI | Squadra                           | Paese       |
| --- | --------------------------------- | ----------- |
| MSI | Selle Italia-Ghezzi               | Italia      |
| TOG | Top Girls Fassa Bortolo-Raxy Line | Italia      |
| MIC | SC Michela Fanini-Record-Rox      | Italia      |
| DGC | Team CMax-Dilà                    | Italia      |
| USC | Chirio-Forno d'Asolo              | Italia      |
| SAF | Safi-Pasta Zara                   | Italia      |
| DSB | DSB Bank-LTO                      | Paesi Bassi |
| LNL | Leontien.nl                       | Paesi Bassi |
| RSC | Red Sun Cycling Team              | Paesi Bassi |
| FLX | Team Flexpoint                    | Paesi Bassi |
| HPU | Team Hitec Products-UCK           | Norvegia    |
| MTW | MTN-Energade Cycling Team         | Sudafrica   |
| PTG | Petrogradets                      | Russia      |
| BCT | Bigla Cycling Team                | Svizzera    |

## Classifiche UCI World Cup

### Classifica individuale
| Pos. | Corridore           | Squadra       | 1  | 2  | 3  | 4  | 5  | 6  | 7  | 8  | 9  | 10 | Totale |
| ---- | ------------------- | ------------- | -- | -- | -- | -- | -- | -- | -- | -- | -- | -- | ------ |
| 1    | Marianne Vos        | DSB Bank      | 75 | 24 | 18 | 75 | 50 | -  | 16 | 75 | 50 | 24 | 407    |
| 2    | Emma Johansson      | Red Sun       | 50 | 35 | 75 | 50 | 27 | 50 | 14 | 35 | 35 | 8  | 379    |
| 3    | Kirsten Wild        | Cervélo       | 27 | 50 | 11 | 0  | -  | 0  | 35 | 50 | -  | 75 | 248    |
| 4    | Ina-Yoko Teutenberg | Columbia      | -  | 75 | 21 | 0  | -  | -  | 30 | 0  | -  | 35 | 161    |
| 5    | Emma Pooley         | Cervélo       | 0  | -  | -  | 0  | 0  | 75 | 35 | -  | 75 | -  | 150    |
| 6    | Kristin Armstrong   | Cervélo       | 35 | 3  | -  | -  | 75 | -  | 35 | 1  | -  | -  | 149    |
| 7    | Loes Gunnewijk      | Flexpoint     | 24 | 15 | 50 | 15 | 7  | -  | 25 | 3  | 6  | 0  | 145    |
| 8    | Trixi Worrack       | Nürnberger    | 0  | 10 | 0  | 0  | 35 | 35 | 20 | 21 | 2  | 0  | 123    |
| 9    | Grace Verbeke       | Lotto-Belisol | 4  | 11 | 27 | 7  | 24 | -  | -  | -  | 30 | -  | 103    |
| 10   | Andrea Bosman       | Leontien.nl   | 9  | -  | 8  | 8  | 30 | -  | 13 | 27 | 8  | 0  | 103    |

### Classifica squadre
| Pos. | Squadra                        | 1   | 2  | 3  | 4  | 5  | 6   | 7   | 8  | 9  | 10 | Totale |
| ---- | ------------------------------ | --- | -- | -- | -- | -- | --- | --- | -- | -- | -- | ------ |
| 1    | Cervélo TestTeam Women         | 65  | 65 | 41 | 53 | 88 | 117 | 140 | 61 | 75 | 75 | 780    |
| 2    | DSB Bank-LTO                   | -   | 25 | 18 | 75 | 50 | -   | 64  | 88 | 50 | 24 | 394    |
| 3    | Red Sun Cycling Team           | 50  | 35 | 75 | 50 | 27 | -   | 56  | 35 | 48 | 8  | 384    |
| 4    | Equipe Nürnberger Versicherung | 51  | 17 | 30 | 30 | 41 | 46  | 80  | 21 | 2  | 27 | 345    |
| 5    | Team Columbia Women            | 7   | 75 | 21 | 30 | 23 | 10  | 120 | 9  | 0  | 35 | 330    |
| 6    | Team Flexpoint                 | 24  | 24 | 50 | 15 | 28 | -   | 100 | 29 | 23 | 0  | 293    |
| 7    | Lotto-Belisol Ladiesteam       | 14  | 11 | 36 | 7  | 39 | 0   | -   | -  | 31 | 50 | 188    |
| 8    | Bigla Cycling Team             | 0   | 18 | 0  | 37 | 2  | -   | 60  | 46 | 0  | 5  | 168    |
| 9    | Nazionale olandese             | 104 | 0  | 0  | 0  | 30 | -   | -   | -  | 19 | 0  | 153    |
| 10   | Leontien.nl                    | -   | 0  | 44 | 8  | -  | -   | 52  | 29 | -  | 11 | 144    |